# Madame Web
Madame Web (echte naam Cassandra Webb) is een personage uit de Spider-Manstrips van Marvel Comics. Ze werd bedacht door Howard Mackie en John Byrne, en verscheen voor het eerst in Amazing Spider-Man (vol. 1) #210 (November 1980).

## Geschiedenis
Cassandra Webb was een verlamde en blinde mutant met telepathische en toekomstvoorspellende krachten. Ze werd getroffen door de ziekte myasthenia gravis, waardoor haar centrale zenuwstelsel werd aangetast. Om haar te helpen bouwde haar man een “life support system”, bestaande uit een serie tubes in de vorm van een spinnenweb. Ze is op de hoogte van Spider-Mans geheime identiteit, helpt hem van tijd tot tijd. Ze is ook de grootmoeder van de vierde Spider-Woman, Charlotte Witter.
Gedurende de "Gathering of the Five"-ceremonie, werd Webbs jeugd hersteld en haar myasthenia gravis genezen. Hoewel ze inmiddels weer verouderd is, lijkt de ziekte niet te zijn teruggekeerd.
Op een bepaald punt was Webb de mentor van de derde Spider-Woman, de jonge Mattie Franklin. Web verscheen ook in de House of M realiteit waarin ze een therapeut was in dienst van S.H.I.E.L.D.. Ze behield haar krachten nadat Scarlet Witch bijna alle mutanten machteloos maakte.

## Ultimate Madame Web
De Ultimate Marvelversie van Madame Web verscheen in “Ultimate Spider-man” #102. Ze was lid van het medische team dat Ultimate Spider-Womans herinneringen moest veranderen zodat ze een eigen individu zou worden in plaats van slechts Peter Parkers kloon. Ze zat bij haar verschijning in een rolstoel en was ook blind. Haar ultimate versie is jonger dan haar versie uit de standaardstrips.

## Andere media
Madame Web verscheen in de animatieserie Spider-Man: The Animated Series, waarin haar stem werd gedaan door Joan Lee, de vrouw van Stan Lee. In deze serie is ze geen mutant maar een kosmisch wezen, en de handlanger van de Beyonder. Toen ze in de serie verscheen gaf ze Spider-Man altijd cryptische maar wijze adviezen. Later introduceerde ze hem aan de Beyonder en werden Webbs ware plannen duidelijk. Ze had Peter, en een aantal alternatieve versies van Spider-Man uit andere realiteiten getraind om de puur slechte Spider-Carnage te stoppen. Doordat ze in de serie een kosmisch wezen is, heeft ze ook beduidend meer krachten dan haar stripversie.

## Trivia
Madame Webs echte naam, Cassandra Webb, is waarschijnlijk een verwijzing naar de Cassandra uit de Griekse mythologie. Deze Cassandra had ook toekomstvoorspellende krachten.